# Maurizio Prato (dirigente)
Maurizio Prato (Foligno, 18 maggio 1941) è un dirigente pubblico e privato italiano.
Attualmente è presidente di Fintecna.

## Biografia
Laureato in Giurisprudenza e in Economia e Commercio all'Università Sapienza di Roma.

## Attività professionale
Dal 1978 ha ricoperto numerosi incarichi di alta direzione in diverse società del Gruppo IRI e in Fintecna.
Dal 2003 al 2007 è presidente e amministratore delegato e dal 2007 solo presidente di Fintecna.
È stato presidente di Grandi Stazioni e presidente di Alitalia.
Nel 2008 viene nominato dal Consiglio dei ministri direttore dell'Agenzia del demanio, carica che ricopre fino al 2011.
Dal 2011 al 2014 è stato presidente e amministratore delegato dell'Istituto Poligrafico e Zecca dello Stato.

## Critiche
Prato è stato criticato per la lunghissima storia professionale nel settore pubblico e viene talvolta indicato come un boiardo.